# لوكاس بابين
لوكاس بابين (بالإنجليزية: Lucas Babin)‏ مواليد 30 يوليو 1979 في بومونت، الولايات المتحدة، هو ممثل أمريكي بدأ مسيرته الفنية سنة 1999.

## الأعمال
- مدرسة الروك
- قالب
- آنجل
- ذا صن

## روابط خارجية
- لوكاس بابين على موقع IMDb (الإنجليزية)
- لوكاس بابين على موقع أول موفي (الإنجليزية)
- لوكاس بابين على موقع قاعدة بيانات الفيلم (الإنجليزية)